# 萩森侚子
萩森侚子（日语：／ Hagimori Junko，1964年10月20日—），日本女性配音員、旁白。出身於兵庫縣。青二Production所屬。本名、舊藝名。身高154cm。AB型血。

## 人物
她畢業於青二塾大阪校第3期。
「侚」（表示「季節」的漢字，其部首為「人」）未包含在JIS基本漢字標準中，因此在某些日語環境中無法顯示。因此，有時會使用類似的漢字「徇」和「旬」來代替。
據小川美依說，她聲音清澈，以飾演霸道的姐姐角色而聞名。
《蠟筆小新》中妮妮的媽媽（櫻田萌子）因前任配音員齊藤子卸任（原因不明）而突然被選中。
特長：手語。

## 演出
粗體字表示主要角色。

### 電視動畫
1988年
- 新格林名作劇場（1988年—1989年，小鴨子、小孩、小孩B、雛鳥C、兒子）
- 妳好！淑女小琳（日语：レディ!!#ハロー！レディリン）（女學生）
- 仙魔大戰（1988年—1989年，藝助、一寸助）
- 甜蜜小天使 (1988年版)（女學生）

1989年
- 西瓜皮先生（河童、女警B、女性滑雪客、女性消防官、事務員 等）
- 新仙魔大戰（1989年—1990年，龍宮女天、聖月亮輝夜姬）
- 魔法使莎莉 (1989年版)（1989年—1991年，花村貫太、女神、妖精金絲雀、藍髮天使）

1990年
- 長腿叔叔（女學生、學生、女學生、友人）

1991年
- 宇宙小超人 3000萬光年尋找母親（日语：ウルトラマンキッズ 母をたずねて3000万光年）（1991年—1992年，艾斯、瑪的媽媽、女兒邦妮、達達波、彭特夫人）
- 麵包超人（帽子小子）
- 快樂的嚕嚕米一家 冒險日記（日语：楽しいムーミン一家）（諾爾、弟子）
- 崔普一家物語（美美）
- 校園七大不可思議神秘事件（日语：ハイスクールミステリー学園七不思議）（綠川彌生）
- 神通小精靈（楠田枝威子〈初代〉）

1992年
- 奇天烈大百科（1992年—1993年，檢票員、女大學生）
- 大草原上的小天使 灌叢嬰猴（莎菲娜）
- 小小男子漢（井川典子）

1993年
- 足球風雲（田仲夏子）
- 美少女戰士R（扁桃仁膏）

1994年
- 蠟筆小新（1994年—，櫻田妮妮的媽媽〈櫻田萌子／第2代〉、機器人席拉、電視A、姐姐A）
- 橘子醬男孩（教練）

1995年
- 動畫世界的童話（日语：世界名作童話シリーズ ワ〜ォ!メルヘン王国）（羅梅歐、小仙女、康斯坦斯）
- H2（妻子的聲音）
- 空想科學世界（阿爾帕奇）
- 近所物語（濱田老師）
- 美少女戰士SuperS（貝斯貝斯、天光）
- 暖暖日記 (1995年版)（棕熊）

1998年
- 金田一少年之事件簿（文月花蓮〈北見花江〉、北見蓮子）
- 開花天使（櫻美咲）
- 吉本無知子物語（日语：ヨシモトムチッ子物語）（鼠婦森夫、瓢蟲萬）

1999年
- 週刊故事樂園（日语：週刊ストーリーランド） （1999年—2000年，銀行員[8]、主婦C[9]）
- 蟲孽（盧·麗·燦、蘇·莉·燦）

2000年
- 勝負師傳說 哲也（團地的母親）
- 野野子（日语：ののちゃん）（平田的太太）

2001年
- 地球少女Arjuna（有吉海音、護士A、種子操作員A）

2002年
- 我們這一家（協調員）
- 禁獵魔女（神乃崎瞳）

2003年
- 名偵探柯南（2003年—2013年，觀野節子、小孩的母親、主婦A、高森潔西卡）

2004年
- 櫻桃小丸子 (第2期)（護士）
- 遙遠時空 -八葉抄-（美女）
- 怪醫黑傑克（久男的母親）

2005年
- AIR（霧島佳乃的母親）

2007年
- MOONLIGHT MILE 2nd Season -Touch down-（日语：MOONLIGHT MILE）（主婦）

2009年
- Battle Spirits 少年突破馬神（音無富美子的母親）

2011年
- Battle Spirits 霸王（2011年—2012年，巽花夜[10]）

### 電影動畫
1988年
- 劇場版 魁!! 男塾（空服員）

1989年
- 變幻退魔夜行 迦樓羅漫舞！奈良怨靈繪卷（日语：カルラ舞う!）（小林）

1990年
- 劍之介少爺（日语：剣之介さま）（女服務生）
- 劇場版 魔法使莎莉（花村貫太）

1993年
- 小小男子漢：阿強的時光機之旅（井川典子）
- 鐵拳對鋼拳1993（春華）

1994年
- 餓狼傳說 -THE MOTION PICTURE-（日语：餓狼伝説 -THE MOTION PICTURE-）（JOE Girl）
- 三國志 完結篇 遼闊的大地（女性難民）

1995年
- 卡塔君物語（日语：カッタ君物語）（山崎朋子）
- 蠟筆小新：雲黑齋的野心（黛安娜銀）

1997年
1999年
- 蠟筆小新樂園！Made in 埼玉（櫻田妮妮的媽媽〈櫻田萌子〉）
- 蠟筆小新：爆發！溫泉激烈大決戰（櫻田妮妮的媽媽〈櫻田萌子〉）

2000年
- 蠟筆小新：風起雲湧的叢林冒險（櫻田妮妮的媽媽〈櫻田萌子〉）

2001年
- 蠟筆小新：風起雲湧 猛烈！大人帝國的反擊（櫻田妮妮的媽媽〈櫻田萌子〉）

2012年
- 蠟筆小新：我和我的宇宙公主（櫻田妮妮的媽媽〈櫻田萌子〉[11]）

2014年
- 蠟筆小新：大對決！機器人爸爸的反擊（櫻田妮妮的媽媽〈櫻田萌子〉）

2024年
- 蠟筆小新：我們的恐龍日記（櫻田妮妮的媽媽〈櫻田萌子〉）

### OVA
1988年
- 哭泣殺神（女孩、空服員）
- 魔界都市〈新宿〉（少女）

1990年
- （河合遙[12]）
- 高校太保（日语：ビー・バップ・ハイスクール）（1990年—1993年，女高中生A、美加、君惠、夏樹）
- 變幻退魔夜行 迦樓羅漫舞！仙台小芥子怨靈歌（日语：カルラ舞う!#OVA）（吹雪）

1991年
- 咆哮女郎巴明欣（伊織少年、女性廣播）

1992年
- 潮與虎（飛頭蠻）
- 變色龍1（日语：カメレオン (漫画)）（相澤純菜）
- 機神兵團（日语：機神兵団）（庫奇）
- 猩猩人（日语：ゴリラーマン）（麻里）

1993年
- 砂之薔薇 雪地默示錄（日语：砂の薔薇）（雪莉）
- 幸運騎士 在世間的幸運冒險者們（日语：フォーチュン・クエスト）（由莉亞）

1994年
- 鬼切丸（日语：鬼切丸）（治美）

1995年
- 銀河少女傳說（日语：銀河お嬢様伝説ユナ）（艾蓮娜）
- 3×3 EYES ～聖魔傳說～（ケンケン）

### 網路動畫
- 怪醫黑傑克（2001年，戴維的母親、母親）
- 幕末機關說（2006年，藝妓）
- 蠟筆小新外傳 玩具大戰（日语：クレヨンしんちゃん外伝 おもちゃウォーズ）（2016年，櫻田妮妮的媽媽〈櫻田萌子〉）

### 遊戲
1991年
- 天使之詩（恩亞）
- 羅德斯島戰記II（萊娜）

1992年
- KIAIDAN00（日语：キアイダン00）（菊地亞理紗）
- 銀河大小姐傳說優奈（日语：銀河お嬢様伝説ユナ）（艾莉娜、梵妸玲的阿萊夫奇納）
- 同級生（齋藤真子）
- TRAVEL艾普爾（塔普琳）
- 彌涅耳瓦公主（奧琳·嘉利）
- 魔法少女Silky Lip（日语：魔法の少女シルキーリップ）（相原誌美）

1993年
- Arcs I、II、III（索爾米西亞）
- 伊蘇IV The Dawn of Ys（日语：イースIV The Dawn of Ys）（蕾亞）
- A級雷電戰士 誕生篇（日语：Aランクサンダー 誕生編）（旁白、拉維尼亞）
- 人造人009（卡茲）
- 天外魔境 風雲歌舞伎傳（日语：天外魔境 風雲カブキ伝）（碧耶塔）
- 天使之詩II 墮落天使的選擇（恩亞）

1994年
- CALIII（雅典娜）[注 1]
- 卒業II ～Neo Generation～（犬塚沙織）
- POLICENAUTS（日语：ポリスノーツ）（馬克·布朗、空服員）

1995年
- 消防員2：皮特與丹尼（日语：ザ・ファイヤーメン2 ピート & ダニー）（妮娜·葛雷）
- 超級炸彈人 瘋狂轟炸W（日语：スーパーボンバーマン ぱにっくボンバーW）
- 芝加哥藍調（安吉·哈特）
- 蠟筆小新：方塊大魔王之謎（櫻田妮妮的媽媽〈櫻田萌子〉）

1996年
- 現代吸血鬼（後藤繪里香）
- Eternal Melody（日语：エターナルメロディ）（里拉·麥姆）
- Xak III（日语：サークIII）（妖精）
- 露娜 銀河之星物語（納露）

1997年
- 銀河大小姐傳說優奈3 LIGHTNING ANGEL（日语：銀河お嬢様伝説ユナ）（空中的艾蓮娜、搖滾的公主、小提琴的阿萊夫奇納）
- 冒險奇譚（薩奇）
- Saturn炸彈人Fight!!（日语：サターンボンバーマンファイト!!）（泵浦）
- 卒業 Vacation（犬塚沙織）
- FEDA 2（日语：フェーダ）（彌涅耳瓦·萊拉克）
- （圓城寺未祐）

1998年
- 冒險奇譚 數位博物館（薩奇）
- 天仙娘娘 ～劇場版～（麻雀大王〈第2〉）
- 星之丘學園物語 學園祭（日语：星の丘学園物語 学園祭）（水澤翔子）

1999年
- 聖少女艦隊Virgin Fleet（日语：聖少女艦隊バージンフリート）（女郎花文月）
- 護士物語（本間美希）

2001年
- 召喚夜響曲2（日语：サモンナイト2）（莫琳）

2003年
- 召喚夜響曲3（莫琳）

2004年
- 真名法典（日语：マグナカルタ (ゲーム)）（芙蕾亞）

2006年
- 蠟筆小新：驚奇園地的傳說大絕戰！（日语：クレヨンしんちゃん 伝説を呼ぶ オマケの都ショックガーン!）
- 蠟筆小新：最強家族春日部之王Wii（日语：クレヨンしんちゃん 最強家族カスカベキング うぃ〜）（櫻田妮妮的媽媽〈櫻田萌子〉）
- JoJo的奇妙冒險 幻影血脈（日语：ジョジョの奇妙な冒険 ファントムブラッド (アクションゲーム)）

2007年
- 光明之風（拉希）

2009年
- 露娜 銀白星球的和聲（納露）

2010年
- 蠟筆小新：呆呆忍者傳前進吧！春日部忍者隊！（日语：クレヨンしんちゃん おバカ大忍伝 すすめ!カスカベ忍者隊!）
- 蠟筆小新：驚奇樂園的傳說大決戰！（日语：クレヨンしんちゃん ショックガ〜ン!伝説を呼ぶオマケ大ケツ戦!!）（櫻田妮妮的媽媽〈櫻田萌子〉）

2011年
- 蠟筆小新：宇宙功夫!? 友情的笨蛋空手道!!（日语：クレヨンしんちゃん 宇宙DEアチョー!? 友情のおバカラテ!!）

2014年
- 蠟筆小新：呼風喚雨的春日部電影明星！（日语：クレヨンしんちゃん 嵐を呼ぶ カスカベ映画スターズ!）（櫻田妮妮的媽媽〈櫻田萌子〉）

### 廣播劇CD
- 愛我就是要說出來。（日语：晴天なり。）（吉峰咲）
- animateCD精選 裝甲戰士（日语：サイバーボッツ）（順子）
- INFERIUS惑星戰史外傳 CONDITION GREEN（日语：インフェリウス惑星戦史外伝 CONDITION GREEN）（安吉·佩姬）
- CD劇場 勇者鬥惡龍III（日语：CDシアター ドラゴンクエスト）（尤希里、波波洛、波旺）
- 集英社卡式錄音帶書 JoJo的奇妙冒險 第2卷 阿布德爾的死之卷（索菲）
- 卒業&卒業II 卒業少女全員集合！（犬塚沙織）
- 廣播劇CD 幻想傳奇（占卜師）

### 外語配音

#### 電影
- 死亡遊戲（英语：Death Game (1996 film)）

### 廣播節目
- 萩森侚子的MEGABIT SCRAMBLE（日语：ファンタジーワールド）
- Macro、萩之LUNER 銀色之星物語（日语：ファンタジーワールド）

### 旁白
- 男性和女性的生活學
- 趣味車輛圖鑑
- 企鵝家族
- （旅Channel（日语：旅チャンネル））

## 腳註

## 外部連結
- 萩森侚子｜青二Production （日語）